# Partició de l'Imperi Otomà
La partició de l'Imperi Otomà (30 d'octubre de 1918 - Abolició del sultanat otomà 1 de novembre de 1922) fou un esdeveniment polític que va tenir lloc després de la Primera Guerra Mundial. L'enorme conglomerat de territoris i poblacions anteriorment governades pel soldà de l'Imperi Otomà es dividí en unes quantes nacions noves.
La partició fou planejada des dels primers dies de la guerra, encara que els adversaris de l'Imperi Otomà, coneguts com a aliats, estaven en desacord sobre els seus contradictoris propòsits de postguerra i feien diversos acords dobles i triples. Després de l'ocupació d'Istanbul per part de tropes britàniques i franceses, el novembre de 1918, el govern otomà s'esfondrà completament i signà el tractat de Sèvres el 1920. Tanmateix, la Guerra d'Independència turca forçà els antics aliats a retornar a la taula de negociacions abans que el tractat es pogués ratificar. Els aliats i la Gran Assemblea Nacional de Turquia signaren i ratificaren el tractat de Lausana el 1923, que substituïa el tractat de Sèvres i consolidava bona part de les qüestions territorials. Es va negociar posteriorment una qüestió no resolta en la Societat de Nacions el 1925
La partició comportà la creació del món àrab modern i la República de Turquia. La Societat de Nacions concedí mandats a França sobre Síria i el Líban, i concedia els mandats del Regne Unit sobre Mesopotàmia i Palestina (que fou posteriorment dividida en dues regions: Palestina i Transjordània. Parts de l'Imperi Otomà a l'península Aràbiga es convertiren en parts del que avui coneixem com a Aràbia Saudita i el Iemen.

## Visió de conjunt
L'Imperi Otomà havia estat l'estat islàmic principal en termes geopolítics, culturals i ideològics. La partició fou planejada per les potències occidentals en uns quants acords pel que fa a l'Imperi Otomà, i fou duta a terme pels aliats.
Britànics i francesos es repartiren la part oriental de l'Orient Mitjà (també anomenada Gran Síria, mercès a l'acord Skyes-Picot. També es van acordar altres tractats secrets amb Itàlia i Rússia (vegeu mapa). La declaració Balfour fomentà el moviment sionista internacional que pressionava per a l'obtenció d'una llar nacional jueva a la regió de Palestina, que era el lloc del Regne d'Israel i que en aquella època tenia una significativa minoria de població jueva, comparada amb una majoritària presència de població àrab i musulmana. El règim tsarista també tenia acords en temps de guerra amb la Triple Entesa sobre la partició de l'Imperi Otomà, però després de les Revolució Russa, Rússia no participà en aquesta partició.
Les negociacions per a la partició de l'Imperi Otomà cobreixen un període de més de quinze mesos, a partir de la conferència de Pau de París, continuant durant la conferència de Londres, i van prendre forma definitiva només després de la reunió dels primers ministres a la conferència de San Remo a l'abril de 1920. Les resolucions aprovades en aquesta conferència van determinar l'assignació dels mandats de la Lliga de les Nacions de classe "A" per administrar els antics territoris otomans de l'Orient Mitjà.

### Estats àrabs moderns
El tractat de Sèvres formalment reconeixia els nous mandats de la Societat de Nacions a l'Orient Mitjà, la independència del Iemen, i la sobirania britànica sobre Xipre.

### Mandats francesos de Síria i el Líban

Mapa del Mandat francès de Síria i el Líban

Síria i el Líban es convertien en un protectorat francès (disfressat com a Mandat de la Societat de Nacions).

### Mandat del Líban
El Gran Líban era el nom d'un territori creat per França. Fou el precursor del Líban modern. Existí entre l'1 de setembre de 1920 i el 23 maig de 1926. França dividí el seu territori de la massa de terra llevantina (amb el mandat de la Societat de Nacions) per crear un "refugi segur" per a la població cristiana maronita. Els maronites guanyaven autogovern i asseguraven la seva posició en el Líban independent el 1943.
La intervenció francesa en benefici dels maronites havia començat amb les capitulacions de l'Imperi Otomà, acords fets durant els segles XVI a XIX. El 1866, quan Youssef Karam va liderar una revolta maronita al mont Líban, una força naval comandada pels francesos va arribar per ajudar-lo, llançant amenaces contra el governador, Dawood Paixà, a la Porta del Soldà i posteriorment traient-ne Karam per seguretat.

### Mandats britànics

Mandat britànic de Palestina

L'Iraq i Palestina es convertiren en territoris sota mandat britànic, amb un dels fills del xerif Hussein, Faisal I, instal·lat com a rei de l'Iraq. Palestina fou dividida per la meitat, amb la meitat oriental que esdevingué Transjordània per a proporcionar un tron per un altre dels fills d'Hussein, Abdallah I de Jordània. La meitat occidental de Palestina es posà sota administració britànica directa, i a la població jueva se li permeté augmentar, inicialment sota protecció britànica. La majoria de la península àrab li correspongué a un altre aliat britànic, Abd-al-Aziz ibn Saüd, que va crear el Regne de l'Aràbia Saudita el 1932.

### Assumpte de Mossul
La Gran Bretanya i Turquia es disputaven el control de l'antiga província otomana de Mossul durant la dècada del 1920. Segons el tractat de Lausana, Mossul quedava sota el Mandat Britànic de Mesopotàmia, però la nova república turca reclamava la província com a part de la pàtria històrica. Un comitè de tres persones de la Societat de Nacions arribà a la regió el 1924 per estudiar el cas, i el 1925 recomanà que la regió romangués unida a l'Iraq, i que el Regne Unit hauria de tenir el mandat durant 25 anys més, per a garantir els dret d'autonomia a la població kurda. Turquia rebutjà de pla aquesta decisió. No obstant això, la Gran Bretanya, l'Iraq i Turquia feren un tractat el 5 de juny de 1926, que seguia principalment la decisió de la Societat de Nacions. Mossul es quedava sota mandat britànic fins que a l'Iraq se li concedís la independència el 1932 per la insistència del rei Faisal I, tot i que els britànics retenien bases militars i drets de trànsit per a les seves forces al país.

### Mandat de Palestina

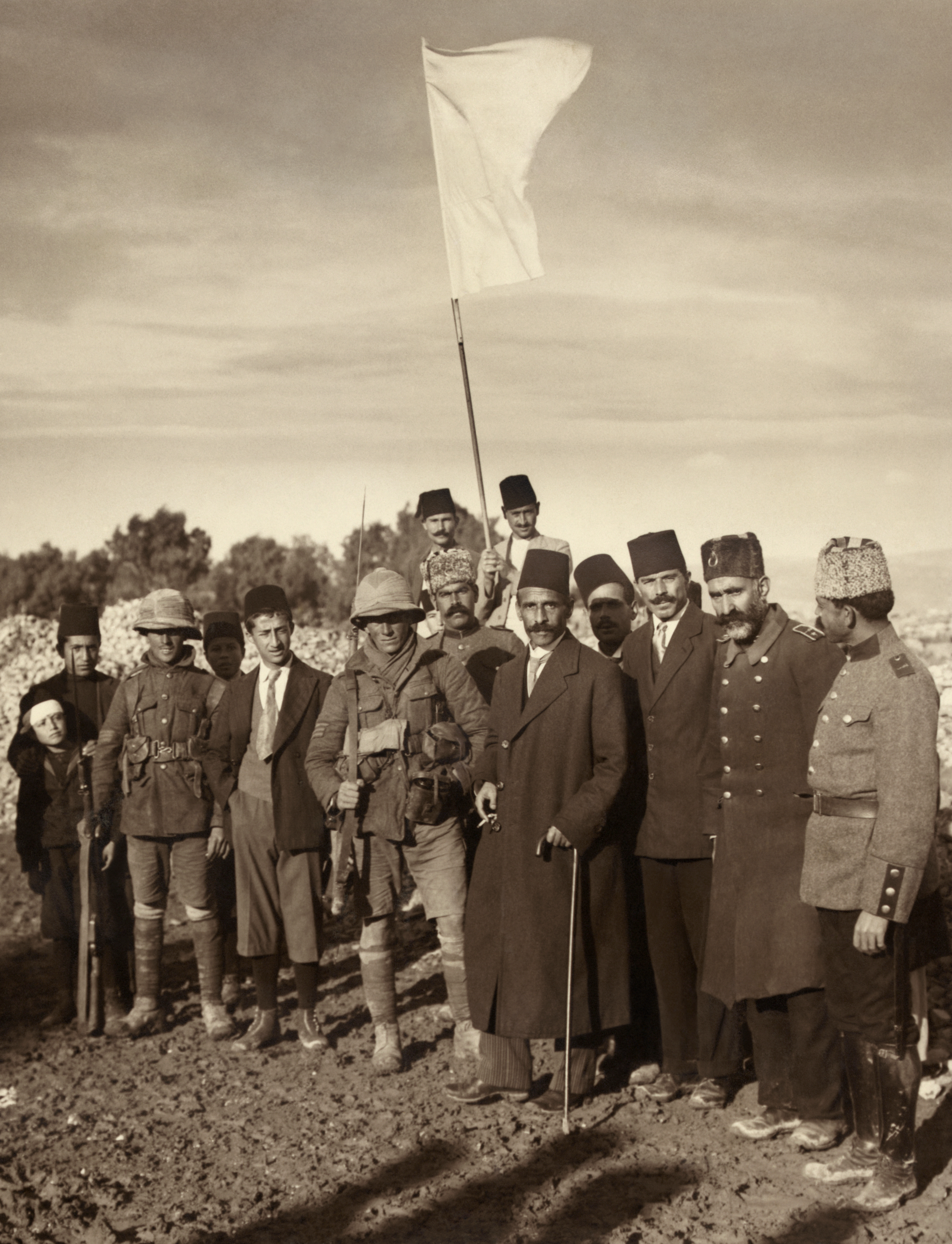
La rendició de Jerusalem als britànics el 9 de desembre de 1917, després de la batalla de Jerusalem

Durant la guerra, la Gran Bretanya feu tres conflictives promeses quant al destí final de Palestina. La Gran Bretanya havia promès, mitjançant l'oficial d'intel·ligència britànic Thomas Edward Lawrence (també conegut com a Lawrence d'Aràbia), la independència per a un estat àrab unit que ocuparia la majoria de l'Orient Mitjà àrab a canvi del suport àrab als britànics durant la guerra. La Gran Bretanya també havia promès crear i promoure una llar nacional jueva en la declaració Balfour de 1917. Finalment, els britànics havien promès mitjançant la correspondència McMahon–Hussein que la família haiximita tindria el domini sobre bona part del territori de la regió a canvi del seu suport en la gran rebel·lió àrab.
La rebel·lió àrab, que estava en part orquestrada per Lawrence, va tenir com a resultat que les forces britàniques sota les ordres del general Allenby derrotessin les forces otomanes el 1917 i ocupessin Palestina i Síria. El territori fou administrat pels britànics durant la resta de la guerra.
Al Regne Unit, se li concedia el control de Palestina segons la conferència de Pau de París (1919) que establia la Societat de Nacions. Herbert Samuel, un antic director general del Servei Postal del Regne Unit al Gabinet britànic que influí de manera important en la redacció de la declaració Balfour de 1917, fou nomenat com a primer alt comissionat a Palestina. El 1920, en la conferència de San Remo, a Itàlia, s'assignà a Gran Bretanya el Mandat de la Societat de Nacions sobre Palestina. El 1923, la Gran Bretanya transferí una part dels Alts del Golan al Mandat Francès de Síria, a canvi de la regió de Metula.

### Moviments d'independència
Quan els otomans marxaren, els àrabs proclamaren un estat independent a Damasc, però eren massa dèbils, militarment i econòmica, per a resistir als poders europeus molt de temps, i la Gran Bretanya i França aviat hi restabliren el control.
Durant els anys 1920 i 1930, l'Iraq, Síria i Egipte s'encaminaren cap a independència, tot i que els mandats britànic i francès no abandonaren formalment la regió fins després de la Segona Guerra mundial. Però, a Palestina, les forces en conflicte de nacionalisme àrab i el sionisme crearen una situació que els britànics no podrien ni resoldre ni treure's del damunt. L'ascens al poder d'Adolf Hitler a Alemanya creava una nova urgència en la recerca sionista de crear un estat jueu a Palestina.

## Anatòlia
Els russos, els britànics, els italians, els francesos, els grecs, els armenis i els turcs feien tots reclamacions sobre Anatòlia, prenent com a base una confusió de promeses en temps de guerra, accions militars, acords secrets, i tractats.

### Rússia
El març del 1915, el ministre d'Afers Exteriors de Rússia, Serguei Sazónov, digué a l'ambaixador britànic George Buchanan i a l'ambaixador francès Maurice Paléologue que demanava un assentament de postguerra durador i es feia necessària la possessió russa de "la ciutat de Constantinoble, la costa occidental del Bòsfor, mar de Màrmara, i Dardanels, així com el sud de Tràcia fins a la línia Enos-Midia", i "una part de la costa asiàtica entre el Bòsfor, el riu Sakarya, i un punt sense determinar a la costa de la Badia d'İzmit." L'acord de Constantinoble fou publicat pel diari rus Izvèstia el novembre de 1917, per guanyar el suport dels armenis envers la revolució. Tanmateix, la Revolució d'Octubre de 1917 deixà els russos fora dels plans secrets.

### Regne Unit
Els britànics buscaven el control sobre els estrets del Màrmara, i ocuparen Istanbul (junt amb els francesos) des del 13 de novembre de 1918 al 23 de setembre de 1923. Després de la Guerra d'Independència turca i la signatura del tractat de Lausana, les tropes marxaren de la ciutat.

### Itàlia
Sota l'acord de Saint-Jean-de-Maurienne del 1917 entre França, Itàlia i el Regne Unit, Itàlia rebia tota l'Anatòlia sud-oest excepte la regió d'Adana, incloent-hi Esmirna. Tanmateix, el 1919, el primer ministre grec Elevthérios Venizelos obtingué el permís de la conferència de Pau de París (1919) per ocupar Esmirna, un fet que invalidava les previsions de l'acord.

### França
Sota el secrets acords de Sykes-Picot de 1916, els francesos obtenien Hatay, el Líban i Síria i expressaven un desig sobre part del sud-est d'Anatòlia. L'acord de Saint-Jean-de-Maurienne de 1917 entre França, Itàlia i el Regne Unit assignava la regió d'Adana a França.
L'exèrcit francès ocupà parts d'Anatolia de 1919 a 1921, incloent-hi mines de carbó, ferrocarrils, els ports del Mar Negre de Zonguldak i Karadeniz Ereğli, Istanbul (junt amb els britànics), Uzunköprü a la Tràcia oriental i la regió de Cilicia. França finalment es retirava de totes aquestes àrees, després del Tractat d'Ankara (1921) i l'Armistici de Mudanya, i el Tractat de Lausana. Aquests conflictes reberen també el nom de guerra Cilicia (francès: La guerre en Cilicie, turc: Güney Cephesi - el front del sud).

### Grècia

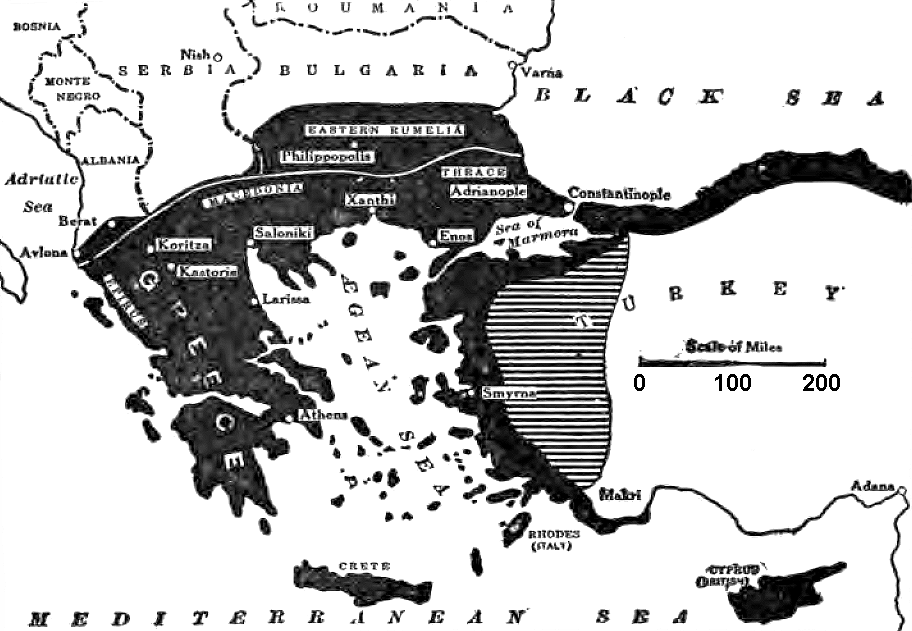
Proposta grega a la conferència de Pau de París

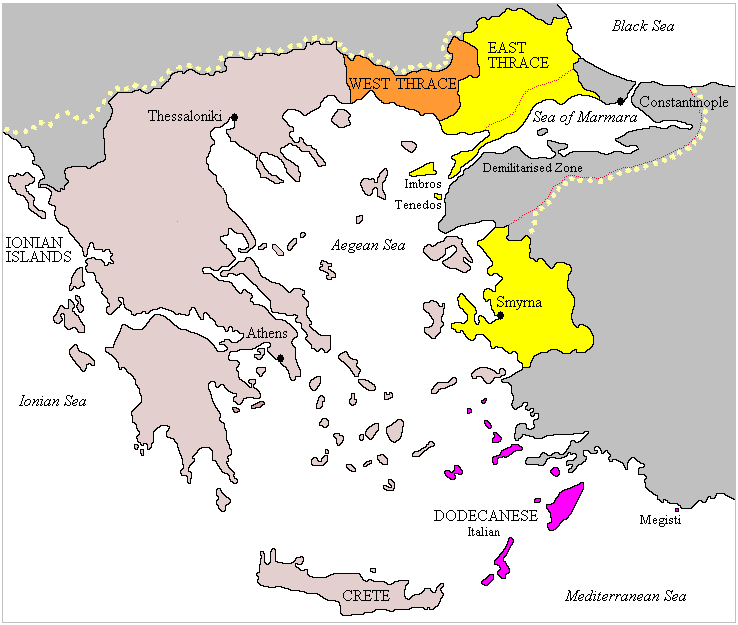
Grècia segons el tractat de Sèvres

Els aliats occidentals, especialment el primer ministre britànic David Lloyd George, prometeren beneficis territorials a Grècia a compte de l'Imperi Otomà si Grècia entrava en guerra a favor del bàndol aliat. Els territoris promesos incloïen Tràcia oriental, les illes d'Imbros (Gökçeada) i Tenedos (Bozcaada), i parts d'Anatòlia occidental al voltant de la ciutat d'Esmirna.
El maig de 1917, després de l'exili de Constantí, el primer ministre grec Elevthérios Venizelos retornava a Atenes i s'aliava amb l'Entesa. Les forces militars gregues (tot i que dividides entre seguidors de la monarquia i seguidors de Venizelos) començaren a participar en operacions militars en contra de l'exèrcit búlgar a la frontera. Aquell mateix any, Esmirna fou promesa a Itàlia sota l'acord de Saint-Jean-de-Maurienne entre França, Itàlia i el Regne Unit.
A la conferència de Pau de París de 1918, prenent com a base les promeses fetes en temps de guerra, Venizelos feu campanya durament a favor d'una Hel·làs expandida (la Gran Idea que inclouria les grans comunitats gregues del nord de l'Èpir, Tràcia (incloent-hi Constantinoble) i Àsia Menor. El 1919, malgrat l'oposició italiana, obtenia el permís de la conferència de Pau de París (1919) perquè Grècia ocupés Esmirna.

### República de Caucàsia sud-occidental
La República de Caucàsia sud-occidental fou una entitat establerta en territori rus el 1918, després de la retirada de les tropes otomanes a la frontera anterior a la Primera Guerra mundial, com a resultat de l'armistici de Mudros. Tenia un govern provisional nominalment independent encapçalat per Fakhr al-Din Pirioghlu i ubicat a Kars.
Després d'esclatar la lluita entre aquesta i Geòrgia i Armènia, l'Alt Comissionat britànic -almirall Somerset Gough-Calthorpe- ocupà Kars el 19 d'abril de 1919, abolí el seu parlament i arrestà 30 membres del seu govern. Posà la província de Kars sota control armeni.

### Armènia

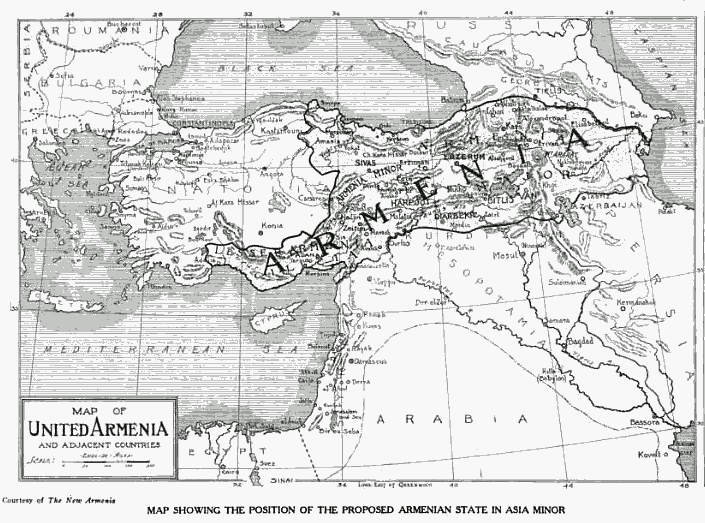
Proposta d'Armènia a la Conferència de Pau de París

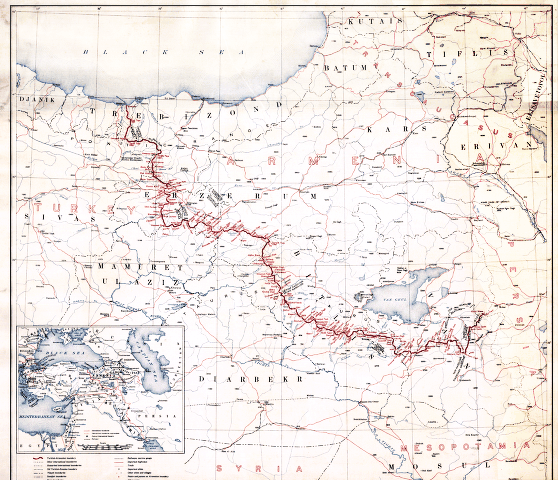
L'Armènia wilsoniana segons el tractat de Sèvres

En els anys posteriors a la guerra, els armenis establiren un govern provisional, i després una república. Els conflictes militars entre turcs i armenis durant i després de la guerra determinaren finalment les fronteres de l'estat armeni.

#### Administració per a Armènia occidental
L'abril de 1915, Rússia donà suport a l'establiment del govern provisional armeni sota el governador Aram Manukian, líder de la Resistència de Van. El Moviment d'alliberament nacional armeni esperava que Armènia es podria alliberar del règim otomà a canvi del seu ajut a l'exèrcit rus. Tanmateix, el règim tsarista tenia acords de temps de guerra secrets amb la Triple Entesa sobre el destí final d'uns quants territoris anatòlics. Aquests plans, els feren públics els revolucionaris el 1917 per guanyar el suport de la població armènia.
Mentrestant, el govern provisional s'havia tornat més estable, a mesura que més armenis es movien al seu territori. El 1917, 150.000 armenis es van reubicar a les províncies d'Erzurum, Bitlis, Muş i Van. I Armen Garo (conegut com a Karekin Pastirmaciyan) i altres líders armenis demanaren que els soldats regulars armenis del teatre europeu fossin transferits al front del Caucas.
La revolució russa marxava del front a Turquia oriental en estat de flux. El desembre de 1917, se signava una treva per part de representants de l'Imperi Otomà i el Comissariat de Transcaucàsia. Tanmateix, l'Imperi Otomà començà a reforçar el seu Tercer Exèrcit al front oriental. La lluita començà a mitjan febrer de 1918. Els armenis, sota la forta pressió de l'exèrcit otomà i els irregulars kurds, es van veure forçats a retirar-se des d'Erzincan fins a Erzurum i després a Kars, ciutat que fins i tot van haver d'evacuar el 25 d'abril. Com a resposta als avenços otomans, el Comissariat de la Transcaucàsia es convertí en l'efímera República Democràtica Federal de Transcaucàsia; la seva desintegració va tenir com a conseqüència que els armenis formessin la República Democràtica d'Armènia el 30 de maig de 1918. El tractat de Batum, signat el 4 de juny, reduïa la república armènia a una àrea de només 11.000 quilòmetres quadrats.

#### Armènia wilsoniana
En la conferència de Pau de París (1919), la diàspora armènia i la Federació Revolucionària Armènia sostenien que l'Armènia històrica, la regió que havia romàs fora del control de l'Imperi Otomà de 1915 a 1918, hauria de ser part de la República Democràtica d'Armènia. Prenent com a referència el discurs dels "Catorze punts de Wilson", la diàspora armènia argumentava que Armènia tenia "la capacitat de controlar la regió", basant-se en el control armeni establert després de la Revolució Russa. Els armenis també sostenien que la població dominant de la regió cada cop era més armènia, mentre que els habitants turcs estaven passant a les províncies occidentals. Boghos Nubar, el president de la delegació nacional armènia, afegia: "En el Caucas, sense esmentar els 150.000 armenis de l'Exèrcit Imperial Rus, més de 40.000 dels seus voluntaris han contribuït a l'alliberament d'una part dels vilayets armenis i, sota les ordres dels seus líders, Antranik i Nazerbekoff, ells, tots sols entre els pobles del Caucas, van oferir resistència als exèrcits turcs, des del començament de la retirada bolxevic fins a la signatura d'un armistici."
El president Wilson acceptà els arguments dels armenis a favor de dibuixar la frontera i escrigué: "El món espera d'ells (els armenis) que donin tot l'encoratjament i ajut dins del seu poder a aquells refugiats turcs que poden desitjar retornar a les seves anteriors cases als districtes de Trebisonda, Erzurum, Van i Bidlis, tot recordant que aquestes poblacions, també, han patit en gran manera." La conferència estigué d'acord amb el seu suggeriment que la República Democràtica d'Armènia s'hauria d'expandir a l'actual Turquia oriental.

### República de Turquia
Entre 1918 i 1923, els moviments de resistència turcs conduïts per Mustafa Kemal Atatürk forçaren els grecs i armenis a sortir d'Anatòlia, mentre que els italians mai no hi establiren una presència. Els revolucionaris turcs també suprimiren els intents kurds de tornar-se independents durant els anys 1920. Després que la resistència turca aconseguís el control sobre Anatòlia, no hi havia cap esperança de satisfer les condicions del tractat de Sèvres.
Abans d'unir-se a la Unió Soviètica, la República Democràtica d'Armènia signà el tractat d'Aleksandrópol, el 2 de desembre de 1920, en què acceptava les actuals fronteres entre ambdós països. Posteriorment, Armènia es convertí en part integrant de la Unió Soviètica. Aquestes fronteres es ratificaren altre cop una altra vegada amb el tractat de Moscou (1921), segons el qual els bolxevics cedien les províncies ocupades ja turques de Kars, Tsolakert, Ardahan i Artvin a Turquia a canvi de la regió d'Adjària amb capital a Batum.
Turquia i la novament formada Unió Soviètica, junt amb la República Socialista Soviètica d'Armènia i la República Socialista Soviètica de Geòrgia, ratificaren el tractat de Kars l'11 de setembre de 1922, en què s'establia la frontera cap al nord oriental de Turquia i es donava pau a la regió. Finalment, el tractat de Lausana, signat el 1923, acabà formalment amb totes les hostilitats i conduí a la creació de la moderna República de Turquia.